# Borghesia
Borghesia ist eine slowenische Electronica- und Indie-Rock-Band um Dario Seraval und Aldo Ivančić. Sie wurde 1982 in Ljubljana von ehemaligen Mitgliedern der alternativen Theatergruppe Theatre FV-112/15 gegründet und arbeitete bis Ende der 1980er Jahre als konzeptionelle Multimediagruppe, die auch Video als gleichwertiges Medium zur Musik einbezog. Sie setzten in ihrer Musik und ihren Videos starke homoerotische Akzente.
Zusammen mit Laibach gelten Borghesia als wichtige Vertreter der slowenischen Alternativmusik.

## Diskografie
Alben
- 1987: No Hope No Fear (Play It Again Sam)
- 1988: Escorts and Models (Play It Again Sam)
- 2014: And Man Created God (Metropolis Records)